# Каракол (град)
Каракол (на киргизки: Каракол, в превод – „Черно езеро“, преди 1992 г. – Пржевалск) е град в Киргизстан с население от 74 900 жители.
Разположен е в близост до източния край на езерото Исък Кул, на около 150 км от киргизко-китайската граница и 380 км от столицата Бишкек. Градът е административен център на Исъккулска област. На север по магистрала A363 е градът Тиуп, а на югоизток – курорта Джети Огуз.